# Тромбоэндокардит
Тромбоэндокардит — клинический синдром, характеризующийся образованием пристеночных тромбов в полостях сердца, на клапанах сердца и прилежащем эндокарде при его воспалении (эндокардите). Может быть как инфекционным, так и асептическим. Для подтверждения диагноза используется ультразвуковое исследование.